# Godło Karelo-Fińskiej SRR

Godło Karelo-Fińskiej Socjalistycznej Republiki Radzieckiej

Godło Karelo-Fińskiej Socjalistycznej Republiki Radzieckiej nawiązywało wyglądem do godła ZSRR oraz godeł innych republik radzieckich. Znajdował się na nim sierp i młot – główny element radzieckiego godła, symbol sojuszu robotniczo-chłopskiego, czerwona pięcioramienna gwiazda, oznaczająca zwycięstwo komunizmu we wszystkich pięciu częściach świata, wstęga z hasłem Proletariusze wszystkich krajów, łączcie się! w języku rosyjskim Пролетарии всех стран, соединяйтесь! i fińskim: Kaikkien maiden proletaarit, liittykää yhteen!, oraz częściowo skrócona nazwa kraju, także po rosyjsku (Карело-Финская ССР) i fińsku (Karjalais-Suomalainen SNT). 
W godle tym umieszczony był także obecny na wszystkich radzieckich godłach wizerunek wschodzącego słońca, oznaczający nowy początek, nowy, lepszy rozdział w życiu kraju. 
Elementem nawiązującym do specyfiki Karelii był umieszczony w centrum godła typowy karelski leśny krajobraz ze świerkami oraz rzeką. Całość otoczona była z jednej strony wieńcem z kłosów, oznaczającym rolnictwo i dobrobyt, a z drugiej – pękiem gałęzi drzew iglastych – symbolizujących główne źródło bogactwa kraju.
Godło to zostało wprowadzone w rok po utworzeniu republiki, 10 lutego 1941 r. i obowiązywało do czasu przekształcenia Karelo-Fińskiej Socjalistycznej Republiki Radzieckiej w Karelską Autonomiczną Socjalistyczną Republikę Radziecką w 1956 r.